# Rancho Tehama Reserve
Rancho Tehama Reserve est une census-designated place (CDP) dans le comté de Tehama en Californie, aux États-Unis.

## Démographie
| 2010  | - | - | - | - | - |
| ----- | - | - | - | - | - |
| 1 485 | - | - | - | - | - |